# 이사카 제인
이사카 제인(일본어: イサカ ゼイン, 1997년 5월 29일~)는 일본의 축구 선수이다.

## 구단 경력
그는 2020년 J1리그의 가와사키 프론탈레에 입단했고, 2년동안 팀에서 뛰었다. 2022년 J2리그의 요코하마 FC로 이적했다. 2022년 J2리그 준우승으로 J1리그로 승격했다. 2023년 몬테디오 야마가타로 이적했다. 2025년까지 100경기에 출전하여, 12득점을 넣었다. 2025년 7월 제프 유나이티드 지바로 이적했다.